# AngelScript
AngelScript (kurz AS) ist eine Skriptsprache, die sich stark an C++ orientiert. Sie wurde speziell als Erweiterung für C- und C++-Programme entworfen und wird hauptsächlich in Computerspielen bzw. deren zugrundeliegenden Engines verwendet. Über die Programmierschnittstelle (API) von AngelScript lassen sich AngelScript-Programme in C++-Programme einbinden. AngelScript ist Open Source, wird unter der freien zlib-Lizenz verteilt und ist zu vielen Betriebssystemen und Compilern kompatibel.

## Sprache
Da AngelScript speziell zur Verwendung mit C++ ausgelegt ist, orientiert es sich stark daran. So unterstützt AngelScript die gleichen elementaren Datentypen (int, bool, …), ist objektorientiert und verwendet eine fast identische Syntax wie C++. Es existieren jedoch auch einige Unterschiede zu C++:
- Der Pointeroperator * aus C++ existiert nicht, stattdessen gibt es den @-Operator, der allerdings ähnlich funktioniert
- nur public und private als Zugriffsmodifikatoren (in C++ zusätzlich noch protected)
- Klassen können nur von einer Basisklasse erben (in C++ von beliebig vielen)
- Klassenfunktionen sind automatisch virtual (in C++ muss dies explizit gekennzeichnet werden)

AngelScript-Quelltext wird üblicherweise in .as-Dateien gespeichert. Ein Beispiel für eine einfache .as-Datei zeigt folgender Beispiel-Quelltext.
```
//Datei "beispiel.as"

void
 
main
()

{

    
//Variablendeklarationen, -initialisationen und -operationen wie in C++

    
int
 
a
 
=
 
5
;

    
++
a
;

    
int
 
b
 
=
 
a
 
+
 
3
;

    
if
(
b
 
==
 
9
)

    
{

        
/* wurde die Funktion print(string) vorher im C++-Quelltext registriert,

         * so wird sie jetzt aus AS heraus aufgerufen

         */

        
print
(
"Hello world
\n
"
);

    
}

}

```

## Verwendung
Eingesetzt wird AngelScript in vielen Computerspielen, unter anderem Amnesia: The Dark Descent, der Penumbra-Reihe, Warsow, Warhammer: Mark of Chaos, SuperTuxKart und vielen weiteren großen und kleinen Projekten.
Die Einbindung in vorhandenen C++-Quelltext geschieht durch „Registrierung“ der C++-Funktionen und -Klassen an der AngelScript-Engine. Folgender Beispielquelltext gibt ein Beispiel zur Registrierung einer Klasse Auto mit seinen Methoden starten() und bremsen().
```
//Datei beispiel.cpp

#include
 
"angelscript.h"

class
 
Auto

{

    
public
:

        
void
 
starten
(){};

        
void
 
bremsen
(){};

};

int
 
main
()

{

    
asIScriptEngine
 
*
engine
 
=
 
asCreateScriptEngine
(
ANGELSCRIPT_VERSION
);

    
engine
->
RegisterObjectType
(
"Auto"
,
 
0
,
 
asOBJ_REF
);

    
engine
->
RegisterObjectMethod
(
"Auto"
,
 
"void starten()"
,
 
asMETHOD
(
Auto
,
starten
),
 
asCALL_THISCALL
);

    
engine
->
RegisterObjectMethod
(
"Auto"
,
 
"void bremsen()"
,
 
asMETHOD
(
Auto
,
bremsen
),
 
asCALL_THISCALL
);

    
return
 
0
;

}

```

Auf ähnliche Weise lassen sich auch globale Funktionen registrieren.

## Entwicklung
Im unregelmäßigen Abständen erscheinen neue Versionen mit Fehlerbeseitigungen und neuen Funktionen. Da der Quelltext frei zugänglich ist, umfasst die Liste der Entwickler neben dem Hauptprogrammierer viele Freiwillige, die sich an der Entwicklung und Verbesserung der Sprache und der API beteiligt haben.